# Đại dịch COVID-19 tại Afghanistan
Bài viết này ghi lại các tác động của đại dịch COVID-19 ở Afghanistan, và có thể không bao gồm tất cả các phản ứng và biện pháp chính hiện thời.
Đại dịch COVID-19 đã được xác nhận đã lan sang Afghanistan khi trường hợp đầu tiên ở Herat được xác nhận vào ngày 24 tháng 2 năm 2020.
Tính đến hết ngày 13 tháng 4 năm 2023, Afghanistan ghi nhận 234,174 trường hợp mắc COVID-19 và 7,996 trường hợp tử vong.

## Dòng thời gian
| COVID-19 tại Afghanistan () Tử vong Đang điều trị Thg 2Thg 3Thg 4Thg 5Thg 6Thg 7Thg 8Thg 9Thg 10Thg 11Thg 1215 ngày gần nhất15 ngày gần nhất | COVID-19 tại Afghanistan () Tử vong Đang điều trị Thg 2Thg 3Thg 4Thg 5Thg 6Thg 7Thg 8Thg 9Thg 10Thg 11Thg 1215 ngày gần nhất15 ngày gần nhất | COVID-19 tại Afghanistan () Tử vong Đang điều trị Thg 2Thg 3Thg 4Thg 5Thg 6Thg 7Thg 8Thg 9Thg 10Thg 11Thg 1215 ngày gần nhất15 ngày gần nhất | COVID-19 tại Afghanistan () Tử vong Đang điều trị Thg 2Thg 3Thg 4Thg 5Thg 6Thg 7Thg 8Thg 9Thg 10Thg 11Thg 1215 ngày gần nhất15 ngày gần nhất | COVID-19 tại Afghanistan () Tử vong Đang điều trị Thg 2Thg 3Thg 4Thg 5Thg 6Thg 7Thg 8Thg 9Thg 10Thg 11Thg 1215 ngày gần nhất15 ngày gần nhất |
| --- | --- | --- | --- | --- |
| Ngày | Ngày | | Ca nhiễm | Tử vong |
| 2020-02-24 | 2020-02-24 | | 1(n.a.) | |
| ⋮ | ⋮ | | 1(=) | |
| 2020-03-07 | 2020-03-07 | | 4(+3) | |
| ⋮ | ⋮ | | 4(=) | |
| 2020-03-10 | 2020-03-10 | | 7(+3) | |
| ⋮ | ⋮ | | 7(=) | |
| 2020-03-14 | 2020-03-14 | | 11(+4) | |
| 2020-03-15 | 2020-03-15 | | 16(+5) | |
| 2020-03-16 | 2020-03-16 | | 21(+5) | |
| 2020-03-17 | 2020-03-17 | | 22(+1) | |
| ⋮ | ⋮ | | 22(=) | |
| 2020-03-22 | 2020-03-22 | | 40(+18) | 1(n.a.) |
| 2020-03-23 | 2020-03-23 | | 42(+2) | 1(=) |
| 2020-03-24 | 2020-03-24 | | 74(+32) | 1(=) |
| 2020-03-25 | 2020-03-25 | | 84(+10) | 2(+1) |
| 2020-03-26 | 2020-03-26 | | 94(+10) | 4(+2) |
| 2020-03-27 | 2020-03-27 | | 110(+16) | 4(=) |
| 2020-03-28 | 2020-03-28 | | 110(=) | 4(=) |
| 2020-03-29 | 2020-03-29 | | 120(+10) | 4(=) |
| 2020-03-30 | 2020-03-30 | | 145(+25) | 4(=) |
| 2020-03-31 | 2020-03-31 | | 196(+51) | 4(=) |
| 2020-04-01 | 2020-04-01 | | 239(+43) | 4(=) |
| 2020-04-02 | 2020-04-02 | | 273(+34) | 6(+2) |
| 2020-04-03 | 2020-04-03 | | 299(+26) | 6(=) |
| 2020-04-04 | 2020-04-04 | | 337(+38) | 7(+1) |
| 2020-04-05 | 2020-04-05 | | 367(+30) | 7(=) |
| 2020-04-06 | 2020-04-06 | | 423(+56) | 11(+4) |
| 2020-04-07 | 2020-04-07 | | 425(+2) | 11(=) |
| 2020-04-08 | 2020-04-08 | | 444(+19) | 14(+3) |
| 2020-04-09 | 2020-04-09 | | 484(+40) | 15(+1) |
| 2020-04-10 | 2020-04-10 | | 555(+71) | 18(+3) |
| 2020-04-11 | 2020-04-11 | | 607(+52) | 18(=) |
| 2020-04-12 | 2020-04-12 | | 665(+58) | 21(+3) |
| 2020-04-13 | 2020-04-13 | | 714(+49) | 23(+2) |
| 2020-04-14 | 2020-04-14 | | 784(+70) | 25(+2) |
| 2020-04-15 | 2020-04-15 | | 840(+56) | 30(+5) |
| 2020-04-16 | 2020-04-16 | | 906(+66) | 30(=) |
| 2020-04-17 | 2020-04-17 | | 933(+27) | 30(=) |
| 2020-04-18 | 2020-04-18 | | 996(+63) | 33(+3) |
| 2020-04-19 | 2020-04-19 | | 1.031(+35) | 36(+3) |
| 2020-04-20 | 2020-04-20 | | 1.092(+61) | 36(=) |
| 2020-04-21 | 2020-04-21 | | 1.176(+84) | 40(+4) |
| 2020-04-22 | 2020-04-22 | | 1.282(+106) | 42(+2) |
| 2020-04-23 | 2020-04-23 | | 1.351(+69) | 43(+1) |
| 2020-04-24 | 2020-04-24 | | 1.463(+112) | 47(+4) |
| 2020-04-25 | 2020-04-25 | | 1.531(+68) | 50(+3) |
| 2020-04-26 | 2020-04-26 | | 1.703(+172) | 57(+7) |
| 2020-04-27 | 2020-04-27 | | 1.828(+125) | 58(+1) |
| 2020-04-28 | 2020-04-28 | | 1.939(+111) | 60(+2) |
| 2020-04-29 | 2020-04-29 | | 2.171(+232) | 64(+4) |
| 2020-04-30 | 2020-04-30 | | 2.335(+164) | 68(+4) |
| 2020-05-01 | 2020-05-01 | | 2.469(+134) | 72(+4) |
| 2020-05-02 | 2020-05-02 | | 2.704(+235) | 85(+13) |
| 2020-05-03 | 2020-05-03 | | 2.894(+190) | 90(+5) |
| 2020-05-04 | 2020-05-04 | | 3.224(+330) | 95(+5) |
| 2020-05-05 | 2020-05-05 | | 3.392(+168) | 104(+9) |
| 2020-05-06 | 2020-05-06 | | 3.563(+171) | 106(+2) |
| 2020-05-07 | 2020-05-07 | | 3.778(+215) | 109(+3) |
| 2020-05-08 | 2020-05-08 | | 4.033(+255) | 115(+6) |
| 2020-05-09 | 2020-05-09 | | 4.402(+369) | 120(+5) |
| 2020-05-10 | 2020-05-10 | | 4.687(+285) | 122(+2) |
| 2020-05-11 | 2020-05-11 | | 4.963(+276) | 127(+5) |
| 2020-05-12 | 2020-05-12 | | 5.226(+263) | 132(+5) |
| 2020-05-13 | 2020-05-13 | | 5.639(+413) | 136(+4) |
| 2020-05-14 | 2020-05-14 | | 6.053(+414) | 153(+17) |
| 2020-05-15 | 2020-05-15 | | 6.402(+349) | 168(+15) |
| 2020-05-16 | 2020-05-16 | | 6.664(+262) | 169(+1) |
| 2020-05-17 | 2020-05-17 | | 7.072(+408) | 173(+4) |
| 2020-05-18 | 2020-05-18 | | 7.653(+581) | 178(+5) |
| 2020-05-19 | 2020-05-19 | | 8.145(+492) | 187(+9) |
| 2020-05-20 | 2020-05-20 | | 8.676(+531) | 193(+6) |
| 2020-05-21 | 2020-05-21 | | 9.216(+540) | 205(+12) |
| 2020-05-22 | 2020-05-22 | | 9.998(+782) | 216(+11) |
| 2020-05-23 | 2020-05-23 | | 10.582(+584) | 218(+2) |
| 2020-05-24 | 2020-05-24 | | 11.173(+591) | 219(+1) |
| 2020-05-25 | 2020-05-25 | | 11.831(+658) | 220(+1) |
| 2020-05-26 | 2020-05-26 | | 12.456(+625) | 227(+7) |
| 2020-05-27 | 2020-05-27 | | 13.036(+580) | 235(+8) |
| 2020-05-28 | 2020-05-28 | | 13.659(+623) | 246(+11) |
| 2020-05-29 | 2020-05-29 | | 14.525(+866) | 249(+3) |
| 2020-05-30 | 2020-05-30 | | 15.205(+680) | 257(+8) |
| 2020-05-31 | 2020-05-31 | | 15.750(+545) | 265(+8) |
| 2020-06-01 | 2020-06-01 | | 16.509(+759) | 270(+5) |
| 2020-06-02 | 2020-06-02 | | 17.267(+758) | 294(+24) |
| 2020-06-03 | 2020-06-03 | | 18.054(+787) | 300(+6) |
| 2020-06-04 | 2020-06-04 | | 18.969(+915) | 309(+9) |
| 2020-06-05 | 2020-06-05 | | 19.555(+586) | 327(+18) |
| 2020-06-06 | 2020-06-06 | | 20.342(+787) | 357(+30) |
| 2020-06-07 | 2020-06-07 | | 20.917(+575) | 369(+12) |
| 2020-06-08 | 2020-06-08 | | 21.459(+542) | 384(+15) |
| 2020-06-09 | 2020-06-09 | | 22.143(+684) | 405(+21) |
| 2020-06-10 | 2020-06-10 | | 22.890(+747) | 426(+21) |
| 2020-06-11 | 2020-06-11 | | 23.546(+656) | 446(+20) |
| 2020-06-12 | 2020-06-12 | | 24.102(+556) | 451(+5) |
| 2020-06-13 | 2020-06-13 | | 24.766(+664) | 471(+20) |
| 2020-06-14 | 2020-06-14 | | 25.527(+761) | 478(+7) |
| 2020-06-15 | 2020-06-15 | | 26.310(+783) | 491(+13) |
| 2020-06-16 | 2020-06-16 | | 26.874(+564) | 504(+13) |
| 2020-06-17 | 2020-06-17 | | 27.532(+658) | 546(+42) |
| 2020-06-18 | 2020-06-18 | | 27.878(+346) | 548(+2) |
| 2020-06-19 | 2020-06-19 | | 28.424(+546) | 569(+21) |
| 2020-06-20 | 2020-06-20 | | 28.833(+409) | 581(+12) |
| 2020-06-21 | 2020-06-21 | | 29.143(+310) | 598(+17) |
| 2020-06-22 | 2020-06-22 | | 29.418(+275) | 618(+20) |
| 2020-06-23 | 2020-06-23 | | 29.715(+297) | 639(+21) |
| 2020-06-24 | 2020-06-24 | | 30.175(+460) | 675(+36) |
| 2020-06-25 | 2020-06-25 | | 30.451(+276) | 683(+8) |
| 2020-06-26 | 2020-06-26 | | 30.616(+165) | 703(+20) |
| 2020-06-27 | 2020-06-27 | | 30.967(+351) | 721(+18) |
| 2020-06-28 | 2020-06-28 | | 31.238(+271) | 733(+12) |
| 2020-06-29 | 2020-06-29 | | 31.519(+281) | 746(+13) |
| 2020-06-30 | 2020-06-30 | | 31.838(+319) | 774(+28) |
| 2020-07-01 | 2020-07-01 | | 32.022(+184) | 807(+33) |
| 2020-07-02 | 2020-07-02 | | 32.324(+302) | 819(+12) |
| 2020-07-03 | 2020-07-03 | | 32.672(+348) | 826(+7) |
| 2020-07-04 | 2020-07-04 | | 32.951(+279) | 864(+38) |
| 2020-07-05 | 2020-07-05 | | 33.190(+239) | 898(+34) |
| 2020-07-06 | 2020-07-06 | | 33.384(+194) | 920(+22) |
| 2020-07-07 | 2020-07-07 | | 33.594(+210) | 937(+17) |
| 2020-07-08 | 2020-07-08 | | 33.908(+314) | 957(+20) |
| 2020-07-09 | 2020-07-09 | | 34.194(+286) | 971(+14) |
| 2020-07-10 | 2020-07-10 | | 34.366(+172) | 994(+23) |
| 2020-07-11 | 2020-07-11 | | 34.451(+85) | 1.010(+16) |
| 2020-07-12 | 2020-07-12 | | 34.605(+154) | 1.038(+28) |
| 2020-07-13 | 2020-07-13 | | 34.740(+135) | 1.048(+10) |
| 2020-07-14 | 2020-07-14 | | 34.994(+254) | 1.094(+46) |
| 2020-07-15 | 2020-07-15 | | 35.070(+76) | 1.115(+21) |
| 2020-07-16 | 2020-07-16 | | 35.229(+159) | 1.147(+32) |
| 2020-07-17 | 2020-07-17 | | 35.301(+72) | 1.164(+17) |
| 2020-07-18 | 2020-07-18 | | 35.475(+174) | 1.181(+17) |
| 2020-07-19 | 2020-07-19 | | 35.503(+28) | 1.183(+2) |
| 2020-07-20 | 2020-07-20 | | 35.615(+112) | 1.186(+3) |
| 2020-07-21 | 2020-07-21 | | 35.727(+112) | 1.190(+4) |
| 2020-07-22 | 2020-07-22 | | 35.928(+201) | 1.211(+21) |
| 2020-07-23 | 2020-07-23 | | 35.988(+60) | 1.225(+14) |
| 2020-07-24 | 2020-07-24 | | 36.036(+48) | 1.248(+23) |
| 2020-07-25 | 2020-07-25 | | 36.157(+121) | 1.259(+11) |
| 2020-07-26 | 2020-07-26 | | 36.263(+106) | 1.269(+10) |
| 2020-07-27 | 2020-07-27 | | 36.368(+105) | 1.270(+1) |
| 2020-07-28 | 2020-07-28 | | 36.471(+103) | 1.271(+1) |
| 2020-07-29 | 2020-07-29 | | 36.542(+71) | 1.271(=) |
| 2020-07-30 | 2020-07-30 | | 36.675(+133) | 1.272(+1) |
| 2020-07-31 | 2020-07-31 | | 36.710(+35) | 1.283(+11) |
| 2020-08-01 | 2020-08-01 | | 36.710(=) | 1.284(+1) |
| 2020-08-02 | 2020-08-02 | | 36.747(+37) | 1.288(+4) |
| 2020-08-03 | 2020-08-03 | | 36.782(+35) | 1.288(=) |
| 2020-08-04 | 2020-08-04 | | 36.829(+47) | 1.294(+6) |
| 2020-08-05 | 2020-08-05 | | 36.937(+108) | 1.298(+4) |
| 2020-08-06 | 2020-08-06 | | 37.015(+78) | 1.307(+9) |
| 2020-08-07 | 2020-08-07 | | 37.054(+39) | 1.312(+5) |
| 2020-08-08 | 2020-08-08 | | 37.152(+98) | 1.318(+6) |
| 2020-08-09 | 2020-08-09 | | 37.199(+47) | 1.325(+7) |
| 2020-08-10 | 2020-08-10 | | 37.269(+70) | 1.344(+19) |
| 2020-08-11 | 2020-08-11 | | 37.345(+76) | 1.354(+10) |
| 2020-08-12 | 2020-08-12 | | 37.424(+79) | 1.363(+9) |
| 2020-08-13 | 2020-08-13 | | 37.431(+7) | 1.363(=) |
| 2020-08-14 | 2020-08-14 | | 37.551(+120) | 1.370(+7) |
| 2020-08-15 | 2020-08-15 | | 37.596(+45) | 1.375(+5) |
| 2020-08-16 | 2020-08-16 | | 37.599(+3) | 1.375(=) |
| 2020-08-17 | 2020-08-17 | | 37.599(=) | 1.375(=) |
| 2020-08-18 | 2020-08-18 | | 37.599(=) | 1.375(=) |
| 2020-08-19 | 2020-08-19 | | 37.856(+257) | 1.385(+10) |
| 2020-08-20 | 2020-08-20 | | 37.894(+38) | 1.385(=) |
| 2020-08-21 | 2020-08-21 | | 37.953(+59) | 1.385(=) |
| 2020-08-22 | 2020-08-22 | | 37.999(+46) | 1.387(+2) |
| 2020-08-23 | 2020-08-23 | | 37.999(=) | 1.387(=) |
| 2020-08-24 | 2020-08-24 | | 38.054(+55) | 1.389(+2) |
| 2020-08-25 | 2020-08-25 | | 38.070(+16) | 1.397(+8) |
| 2020-08-26 | 2020-08-26 | | 38.113(+43) | 1.401(+4) |
| 2020-08-27 | 2020-08-27 | | 38.129(+16) | 1.401(=) |
| 2020-08-28 | 2020-08-28 | | 38.140(+11) | 1.402(+1) |
| 2020-08-29 | 2020-08-29 | | 38.143(+3) | 1.402(=) |
| 2020-08-30 | 2020-08-30 | | 38.162(+19) | 1.402(=) |
| 2020-08-31 | 2020-08-31 | | 38.165(+3) | 1.402(=) |
| 2020-09-01 | 2020-09-01 | | 38.196(+31) | 1.406(+4) |
| 2020-09-02 | 2020-09-02 | | 38.243(+47) | 1.406(=) |
| 2020-09-03 | 2020-09-03 | | 38.288(+45) | 1.409(+3) |
| 2020-09-04 | 2020-09-04 | | 38.304(+16) | 1.409(=) |
| 2020-09-05 | 2020-09-05 | | 38.324(+20) | 1.409(=) |
| 2020-09-06 | 2020-09-06 | | 38.398(+74) | 1.412(+3) |
| 2020-09-07 | 2020-09-07 | | 38.494(+96) | 1.415(+3) |
| 2020-09-08 | 2020-09-08 | | 38.520(+26) | 1.418(+3) |
| 2020-09-09 | 2020-09-09 | | 38.544(+24) | 1.420(+2) |
| 2020-09-10 | 2020-09-10 | | 38.572(+28) | 1.420(=) |
| 2020-09-11 | 2020-09-11 | | 38.606(+34) | 1.420(=) |
| 2020-09-12 | 2020-09-12 | | 38.641(+35) | 1.420(=) |
| 2020-09-13 | 2020-09-13 | | 38.716(+75) | 1.420(=) |
| 2020-09-14 | 2020-09-14 | | | 1.429(+9) |
| 2020-09-15 | 2020-09-15 | | | 1.430(+1) |
| 2020-09-16 | 2020-09-16 | | | 1.440(+10) |
| 2020-09-17 | 2020-09-17 | | | 1.440(=) |
| 2020-09-18 | 2020-09-18 | | | 1.441(+1) |
| 2020-09-19 | 2020-09-19 | | | 1.441(=) |
| 2020-09-20 | 2020-09-20 | | | 1.445(+4) |
| 2020-09-21 | 2020-09-21 | | | 1.448(+3) |
| 2020-09-22 | 2020-09-22 | | | 1.449(+1) |
| 2020-09-23 | 2020-09-23 | | | 1.450(+1) |
| 2020-09-24 | 2020-09-24 | | | 1.455(+5) |
| 2020-09-25 | 2020-09-25 | | | 1.455(=) |
| 2020-09-26 | 2020-09-26 | | | 1.457(+2) |
| 2020-09-27 | 2020-09-27 | | | 1.457(=) |
| 2020-09-28 | 2020-09-28 | | | 1.460(+3) |
| 2020-09-29 | 2020-09-29 | | | 1.462(+2) |
| 2020-09-30 | 2020-09-30 | | | 1.462(=) |
| 2020-10-01 | 2020-10-01 | | | 1.462(=) |
| 2020-10-02 | 2020-10-02 | | | 1.462(=) |
| 2020-10-03 | 2020-10-03 | | | 1.466(+4) |
| 2020-10-04 | 2020-10-04 | | | 1.466(=) |
| 2020-10-05 | 2020-10-05 | | | 1.470(+4) |
| 2020-10-06 | 2020-10-06 | | | 1.471(+1) |
| 2020-10-07 | 2020-10-07 | | | 1.473(+2) |
| 2020-10-08 | 2020-10-08 | | | 1.474(+1) |
| 2020-10-09 | 2020-10-09 | | | 1.476(+2) |
| 2020-10-10 | 2020-10-10 | | | 1.477(+1) |
| 2020-10-11 | 2020-10-11 | | | 1.481(+4) |
| 2020-10-12 | 2020-10-12 | | | 1.483(+2) |
| 2020-10-13 | 2020-10-13 | | | 1.484(+1) |
| 2020-10-14 | 2020-10-14 | | | 1.485(+1) |
| 2020-10-15 | 2020-10-15 | | | 1.485(=) |
| 2020-10-16 | 2020-10-16 | | | 1.489(+4) |
| 2020-10-17 | 2020-10-17 | | | 1.492(+3) |
| 2020-10-18 | 2020-10-18 | | | 1.496(+4) |
| 2020-10-19 | 2020-10-19 | | | 1.501(+5) |
| 2020-10-20 | 2020-10-20 | | | 1.503(+2) |
| 2020-10-21 | 2020-10-21 | | | 1.503(=) |
| 2020-10-22 | 2020-10-22 | | | 1.503(=) |
| 2020-10-23 | 2020-10-23 | | | 1.505(+2) |
| 2020-10-24 | 2020-10-24 | | | 1.507(+2) |
| 2020-10-25 | 2020-10-25 | | | 1.511(+4) |
| 2020-10-26 | 2020-10-26 | | | 1.514(+3) |
| 2020-10-27 | 2020-10-27 | | | 1.518(+4) |
| 2020-10-28 | 2020-10-28 | | | 1.523(+5) |
| 2020-10-29 | 2020-10-29 | | | 1.529(+6) |
| 2020-10-30 | 2020-10-30 | | | 1.532(+3) |
| 2020-10-31 | 2020-10-31 | | | 1.533(+1) |
| 2020-11-01 | 2020-11-01 | | | 1.536(+3) |
| 2020-11-02 | 2020-11-02 | | | 1.536(=) |
| 2020-11-03 | 2020-11-03 | | | 1.541(+5) |
| 2020-11-04 | 2020-11-04 | | | 1.544(+3) |
| 2020-11-05 | 2020-11-05 | | | 1.548(+4) |
| 2020-11-06 | 2020-11-06 | | | 1.554(+6) |
| 2020-11-07 | 2020-11-07 | | | 1.554(=) |
| 2020-11-08 | 2020-11-08 | | | 1.556(+2) |
| 2020-11-09 | 2020-11-09 | | | 1.562(+6) |
| 2020-11-10 | 2020-11-10 | | | 1.574(+12) |
| 2020-11-11 | 2020-11-11 | | | 1.577(+3) |
| 2020-11-12 | 2020-11-12 | | | 1.581(+4) |
| 2020-11-13 | 2020-11-13 | | | 1.591(+10) |
| 2020-11-14 | 2020-11-14 | | | 1.605(+14) |
| 2020-11-15 | 2020-11-15 | | | 1.617(+12) |
| 2020-11-16 | 2020-11-16 | | | 1.626(+9) |
| 2020-11-17 | 2020-11-17 | | | 1.638(+12) |
| 2020-11-18 | 2020-11-18 | | | 1.645(+7) |
| 2020-11-19 | 2020-11-19 | | | 1.650(+5) |
| 2020-11-20 | 2020-11-20 | | | 1.661(+11) |
| 2020-11-21 | 2020-11-21 | | | 1.675(+14) |
| 2020-11-22 | 2020-11-22 | | | 1.687(+12) |
| 2020-11-23 | 2020-11-23 | | | 1.695(+8) |
| 2020-11-24 | 2020-11-24 | | | 1.695(=) |
| 2020-11-25 | 2020-11-25 | | | 1.712(+17) |
| 2020-11-26 | 2020-11-26 | | | 1.725(+13) |
| 2020-11-27 | 2020-11-27 | | | 1.737(+12) |
| 2020-11-28 | 2020-11-28 | | | 1.740(+3) |
| 2020-11-29 | 2020-11-29 | | | 1.752(+12) |
| 2020-11-30 | 2020-11-30 | | | 1.763(+11) |
| 2020-12-01 | 2020-12-01 | | | 1.774(+11) |
| 2020-12-02 | 2020-12-02 | | | 1.795(+21) |
| 2020-12-03 | 2020-12-03 | | | 1.822(+27) |
| 2020-12-04 | 2020-12-04 | | | 1.841(+19) |
| 2020-12-05 | 2020-12-05 | | | 1.847(+6) |
| 2020-12-06 | 2020-12-06 | | | 1.865(+18) |
| 2020-12-07 | 2020-12-07 | | | 1.875(+10) |
| 2020-12-08 | 2020-12-08 | | | 1.902(+27) |
| 2020-12-09 | 2020-12-09 | | | 1.908(+6) |
| 2020-12-10 | 2020-12-10 | | | 1.921(+13) |
| 2020-12-11 | 2020-12-11 | | | 1.939(+18) |
| 2020-12-12 | 2020-12-12 | | | 1.949(+10) |
| 2020-12-13 | 2020-12-13 | | | 1.960(+11) |
| 2020-12-14 | 2020-12-14 | | | 1.971(+11) |
| 2020-12-15 | 2020-12-15 | | | 1.975(+4) |
| 2020-12-16 | 2020-12-16 | | | 2.001(+26) |
| 2020-12-17 | 2020-12-17 | | | 2.017(+16) |
| 2020-12-18 | 2020-12-18 | | | 2.032(+15) |
| 2020-12-19 | 2020-12-19 | | | 2.037(+5) |
| 2020-12-20 | 2020-12-20 | | | 2.054(+17) |
| 2020-12-21 | 2020-12-21 | | | 2.074(+20) |
| 2020-12-22 | 2020-12-22 | | | 2.089(+15) |
| 2020-12-23 | 2020-12-23 | | | 2.105(+16) |
| 2020-12-24 | 2020-12-24 | | | 2.126(+21) |
| 2020-12-25 | 2020-12-25 | | | 2.135(+9) |
| 2020-12-26 | 2020-12-26 | | | 2.148(+13) |
| 2020-12-27 | 2020-12-27 | | | 2.158(+10) |
| 2020-12-28 | 2020-12-28 | | | 2.170(+12) |
| 2020-12-29 | 2020-12-29 | | | 2.182(+12) |
| 2020-12-30 | 2020-12-30 | | | 2.189(+7) |
| 2020-12-31 | 2020-12-31 | | | 2.189(=) |
| Ca nhiễm: Số ca nhiễm không phải người hồi hương do Chính phủ công bố Nguồn: Nhiều nguồn tin tức và trang web Bộ Y tế.                       | | | | |

### Tháng 2 năm 2020
Vào ngày 23 tháng 2 năm 2020, ít nhất ba công dân của Herat vừa trở về từ Qom, Iran đã bị nghi ngờ nhiễm COVID-19. Các mẫu máu đã được gửi đến Kabul để thử nghiệm thêm.
Vào ngày 24 tháng 2, Afghanistan đã xác nhận trường hợp COVID-19 đầu tiên liên quan đến một trong ba người từ Herat, một người đàn ông 35 tuổi, người đã thử nghiệm dương tính với SARS-CoV-2.

### Tháng 3 năm 2020
Vào ngày 7 tháng 3, ba trường hợp mới đã được xác nhận tại tỉnh Herat. Tổng số trường hợp tích cực mới ở Afghanistan đã tăng lên 4.
Vào ngày 10 tháng 3, trường hợp đầu tiên được báo cáo bên ngoài tỉnh Herat, tỉnh Samangan, có nghĩa là có tổng cộng năm trường hợp ở Afghanistan. Bệnh nhân cũng đã trở về sau chuyến đi ở Iran. Điều này sau đó đã tăng lên bảy vào buổi tối, khi Bộ Y tế Công cộng đã công bố một trường hợp mới ở cả hai tỉnh Herat và Samangan.
Pakistan xác định hai trường hợp tích cực tại biên giới Torkham, vào ngày 12 tháng 3. Nó đã được báo cáo rằng một công dân Afghanistan bị nhiễm virus corona đã được đưa trở lại từ Torkham đến Afghanistan. Trường hợp thứ hai tại biên giới là một nhân viên đại sứ quán Pakistan đến từ Kabul.
Cũng trong tuần đó, 30.000 người nhập cư Afghanistan được báo cáo đã trở về từ Iran, qua cảng Hồi giáo Qala, sau khi dịch bệnh bùng phát tại nước này. Điều này đánh dấu tỷ lệ người nhập cư trở về từ Iran cao nhất trong hơn một thập kỷ.
Vào ngày 14 tháng 3, trường hợp tích cực thứ mười đã được xác nhận. Bộ Y tế Công cộng tuyên bố rằng tỉnh Balkh và tỉnh Kapisa có những trường hợp đầu tiên. Samangan cũng có trường hợp nhiễm virus corona dương tính thứ ba. Bệnh nhân 23 tuổi ở quận Dawlatabad, phía bắc Balkh, đã trốn khỏi bệnh viện Bo Ali Sina sau khi xét nghiệm dương tính.
Trường hợp thứ mười một cũng được công bố vào ngày hôm đó, khi Abdul Qayum Rahimi, thống đốc Herat, báo cáo một trường hợp dương tính mới của virus corona trong tỉnh. Tổng số trường hợp ở Herat đã tăng lên sáu.
Vào ngày 14 tháng 3, lần phục hồi đầu tiên được ghi nhận từ virus corona ở Afghanistan là một bệnh nhân ở Herat.
5 trường hợp mới được báo cáo vào ngày 15 tháng 3, trong đó bao gồm trường hợp đầu tiên ở tỉnh Daykundi. Pakistan đã trục xuất 10 người Afghanistan tại Torkham sau khi họ phát triển các triệu chứng giống như bệnh cúm. Cũng trong ngày hôm nay vào ngày 16 tháng 3 năm 2020 đã có thêm 5 trường hợp tích cực.
Vào ngày 16 tháng 3, 5 trường hợp dương tính mới đã được xác định, tổng số trường hợp tăng lên 21. 38 bệnh nhân, trong đó có một bệnh nhân dương tính đã trốn thoát khỏi khu vực cách ly ở tỉnh Herat bằng cách đánh đập các nhân viên trong bệnh viện và phá cửa sổ với sự giúp đỡ của người thân. Tất cả 38 bệnh nhân đã được cách ly sau khi trở về từ Iran.
Vào ngày 17 tháng 3, đã có 22 trường hợp được xác nhận.

## Phản ứng của chính phủ
Cho đến ngày 10 tháng 3, chính phủ Afghanistan đã chi 15 triệu đô la để đối phó với dịch bệnh và tổng cộng có 142 trường hợp nghi ngờ đã được thử nghiệm, chỉ có năm trường hợp dương tính với COVID-19. Các xét nghiệm đã được gửi đến Hà Lan để đảm bảo kiểm tra độ chính xác. Các trung tâm cách ly cũng được thành lập trên cả nước. Tính đến ngày 14 tháng 3, chính phủ Afghanistan đã chi 25 triệu đô la để khắc phục dịch bệnh, trong đó bao gồm 7 triệu đô la các gói viện trợ. Bắc Kinh (Trung Quốc) cũng sẽ viện trợ cho Afghanistan. Tổng cộng 50.000 bộ dụng cụ thử nghiệm đã được cung cấp bởi chính phủ. Ngân hàng Thế giới, Ngân hàng Phát triển Châu Á và Tổ chức Y tế Thế giới cũng đang cung cấp trợ giúp.
Cho đến ngày 14 tháng 3, Bộ Y tế Công cộng đã kiểm tra 181 trường hợp nghi ngờ. Các mẫu của các trường hợp nghi ngờ là từ các tỉnh Herat, Samangan, Kapisa, Balkh, Daykundi, Parwan và Paktia.
Thủ tướng Afghanistan, Ashraf Ghani, nói với công chúng để tránh các cuộc tụ họp công cộng lớn và chú ý đến vệ sinh để ngăn chặn sự lây lan của căn bệnh này.

## Tác động
Lễ hội Nowruz hàng năm dự kiến sẽ không được tổ chức vào năm 2020, do đại dịch COVID-19 toàn cầu. Lễ kỷ niệm Nowruz tại Balkh đã bị hủy bỏ sau khi trường hợp đầu tiên được báo cáo vào ngày 14 tháng 3.
Ủy ban Olympic quốc gia Afghanistan (ANOC) tuyên bố rằng tất cả các sự kiện thể thao đã bị hủy bỏ sau ngày 14 tháng 3, bao gồm một giải đấu giải đấu Buzkashi đang được tổ chức tại Kabul.
Vào ngày 14 tháng 3, tất cả các viện giáo dục trong nước sẽ đóng cửa cho đến ngày 21 tháng 4.

## Ảnh hưởng đến du lịch

### Hạn chế đi lại
Sau ba trường hợp bị nghi ngờ ở Herat, Afghanistan sau đó đã tạm thời đóng cửa biên giới với Iran vào ngày 23/2.

### Phản ứng của Pakistan
Đáp lại các trường hợp của Afghanistan và Iran, Pakistan đã đóng cửa biên giới tại Chaman với Afghanistan trong ít nhất ba tuần, bắt đầu từ ngày 2 tháng 3, vì cả hai nước đều xác nhận số vụ gia tăng trong nhiều tuần.
Vào ngày 13 tháng 3, tất cả các biên giới đất liền với Pakistan đã bị đóng cửa. Nó cũng được thông báo rằng Pakistan sẽ hoàn toàn niêm phong biên giới đất liền với Afghanistan từ ngày 16 tháng 3 trong ít nhất hai tuần.